# Amata pyrrhodera
Amata pyrrhodera là một loài bướm đêm thuộc phân họ Arctiinae, họ Erebidae.